# Laure Barthélémy
Laure Barthélemy, née le 5 août 1988 à Briançon dans les Hautes-Alpes, est une fondeuse française spécialisée dans les épreuves de sprint.

## Biographie
Elle a été licenciée au ski club Ceillac jusqu'en cadette 2. Licenciée au pays rochois dans la Haute-Savoie, elle a pris aux Championnats du monde 2009 à Liberec. En Coupe du monde, elle réalise de trois top 10 entre 2008 et 2010 dont une cinquième place à Whistler le 18 janvier 2009 en sprint par équipes avec Karine Laurent Philippot à un an des Jeux olympiques d'hiver de 2010 qui ont lieu sur la même piste. Le 5 janvier 2011, elle prend la quatrième place du sprint de la quatrième étape du Tour de ski 2011 à Toblach.
Auparavant, elle a été championne du monde junior du sprint en 2008 à Malles Venosta et vice-championne du monde junior de départ en ligne 10 km derrière Therese Johaug.
Opérée d'une durant l'été 2012 d'une fracture de la cheville, elle manque toute la saison 2012-2013 en raison d'une autre blessure, une fracture de fatigue au métatarse droit. Elle renoue avec la compétition lors de la saison suivante mais ne concourant toutefois pas sur le circuit de la coupe du monde, préférant dans un premier s'aguerrir sur des épreuves moins relevées comme les courses FIS. Toutefois, non retenue dans les groupes fédéraux pour la saison 2014-2015, elle décide de se retirer de la compétition de haut niveau.

## Palmarès

### Jeux olympiques d'hiver
| Édition/Discipline | 10 km libre | Sprint par équipe |
| JO 2010 Vancouver  | 61e         | 10e               |

### Championnats du monde
| Édition/Discipline    | Sprint | 10 km classique | Poursuite 15 km | Mass-start 30 km | Relais 4 × 5 km |
| Mondiaux 2009 Liberec | 22e    | —               | 52e             | —                | —               |
| Mondiaux 2011 Oslo    | 7e     | 23e             | 38e             | 35e              | 13e             |

Légende :
- — : Non disputée

### Coupe du monde
Résultats en Coupe du monde :
- Meilleur classement général : 23e en 2011.
- Meilleur classement en distance : 25e en 2011.
- Meilleur classement en sprint : 20e en 2011.
- Aucun podium.

### Championnats du monde junior
| Édition/Discipline           | Sprint        | 5 km | 10 km             | Relais |
| Mondiaux 2006 Kranj          | -             | 8e   | 13e               | 6e     |
| Mondiaux 2007 Tarvisio       | 32e           | 29e  | 32e               | 6e     |
| Mondiaux 2008 Malles Venosta | Médaille d'or | 8e   | Médaille d'argent | 5e     |

### Championnats de France
Championne de France Elite dont :
- Sprint : 2009
- Mass-start : 2011
- Poursuite : 2011